# Ivanantonia
Ivanantonia — єдиний рід у вимерлій родині гризунів Ivanantoniidae і представлений одним видом, Ivanantonia efremovi, з раннього еоцену Монголії. Іванантонія маловідома, представлена лише нижня частина зубів. Рід є незвичайним серед ранніх гризунів через відсутність усіх нижніх премолярів і ознаки пропалінального жування (Hartenberger et al., 1997). Відносини Іванантонії неясні. Описаний як Ctenodactylomorphi (Шевирєва, 1989). Hartenberger та ін. (1997) припустив потенційну спорідненість з муроїдом Nonomys, але відмовився віднести Ivanantoniidae до підряду Rodentia.